# ペテル・ヴァイス
ペテル・ヴァイス（Peter Weiss、1952年7月7日 – ）は、スロバキアの政治家、外交官、大学教員。駐ハンガリー大使（2009年–2013年）、駐チェコ大使（2013年）を歴任。

## ビロード革命以前
1952年にチェコスロバキア共和国のブラチスラヴァで誕生。ブラチスラヴァのコメンスキー大学哲学部に入り、1975年に成人教育学を、1978年に哲学領域を修了。
1975年から1989年までブラチスラヴァのスロバキア共産党中央委員会マルクス・レーニン主義研究所で勤務。1984年以降は科学職として働き、専ら政治および科学に関する問題を扱った。彼の発表研究として「社会科学の開発に関する問題」（1989年）が挙げられる。ヴァイスはマルクス・レーニン主義、科学的社会主義、そしてそれらの主義を社会生活に適用するための理論の注力した。

## 1989年11月
1989年11月のビロード革命の日、ヴァイスは共産党の代表としてスロバキアテレビの番組「研究対話」に出演し、共産主義に反対するミラン・クニャシュコ、フェドル・ガール、ヤーン・ブダイ、ヴラジミール・オンドルシュらと討論した。ヴァイスは議論の場に登場する数少ない共産党指導者であり、知名度は向上した。

## 1989年以降
1989年11月以降、ペテル・ヴァイスはスロバキア共産党の党首に就任。ヴァイスは社会民主主義を志向したグループの主要人物の一人であり、党の改革を推進した。彼は1990年にスロバキア共産党の党名を民主左翼党に改称、1996年まで党首を務めた。ヴァイスは1990年に国民議会議員に当選、1992年からは国民議会の副議長を務めた。
1994年3月、スロバキア運動のヴラジミール・メチアル内閣が倒れ、スロバキア民主連合のヨゼフ・モラウチークを首相とする反メチアル連立政権が発足。ヴァイスは民主左翼党がモラウチーク政権に加わる条件として、早期に選挙を実施することを求めた。モラウチーク政権はこれを受け入れ、任期満了を待たず早期に選挙実施することを発表した。そして1994年の国民議会選挙、民主左翼党はスロバキア社会民主党ら中道左派政党と政党連合「共通の選択」を組んで議席を獲得、短期間ながら政権入りした。1998年、民主左翼党はヨゼフ・ミガシュの指導の下、国民議会選挙で単独23議席を獲得。ミクラーシュ・ズリンダを首相とする政権に連立与党として入った。この期間、ヴァイスは国民議会の議員でもあった。2002年、ヴァイスは党内での意見の相違により民主左翼党を離脱。ブリギダ・シュメグネロヴァー前財務大臣らとともに、社会民主オルタナティヴを結成した。しかしながら2002年の選挙では足切り条項である最低得票ライン5%を突破できず、国民議会の議席を失った。そして2004年12月31日、方向・社会民主主義との合併により社会民主オルタナティヴは消滅した。
政治活動への積極的な関与を退いた後、ヴァイスは大学教員となり、また様々なメディアに登場した。彼は2009年から2013年まで駐ハンガリー大使を、2013年から2015年まで駐チェコ大使を務めた 。

## 私生活
ペテル・ヴァイスには2度の結婚歴がある。最初の妻マルセラは2003年に自殺した。